# Szczyt głupoty
Szczyt głupoty (tytuł oryginalny: Fund i marrëzisë, też jako: Fundi i marrëzisë) – albański  film fabularny z roku 1995 w reżyserii Ariana Çuliqiego.

## Opis fabuły
Film telewizyjny. Wypełnianie krzyżówek tak pochłonęło uwagę mieszkańców miasta, że zapomnieli o swoich codziennych obowiązkach i wykonywanej pracy. Krzyżówkowej obsesji ulegają urzędnicy, politycy, ale także przeciętni ludzi. Sytuacji tej nie są w stanie zrozumieć cudzoziemcy, przybywający do miasta.
Zdjęcia do filmu kręcono w Durrësie.

## Obsada
- Sejfulla Myftari jako Filip
- Aishe Stari jako Zenepe
- Spiro Urumi jako obcokrajowiec
- Zamira Begolli
- Besnik Çinari
- Arben Dervishi
- Diana Proko
- Tomi Filipi
- Muharrem Hoxha
- Roland Koço
- Paolin Preka
- Besnik Qinari
- Marie Qyrsaqi
- Daniela Rrema
- Drane Xhai